# 米欽查火山
20°S 68°W / 20°S 68°W
米欽查火山是南美洲的火山，位於玻利維亞和智利接壤的邊境，屬於安第斯山脈的一部分，海拔高度5,305米，最近一次火山噴發在1865年至1867年發生。